# Aunay-sous-Crécy
Aunay-sous-Crécy é uma comuna francesa na região administrativa do Centro, no departamento Eure-et-Loir. Estende-se por uma área de 8,41 km². Em 2010 a comuna tinha 650 habitantes (densidade: 77,3 hab./km²).